# Fritz Schousboe
August Frederik (Fritz) Alexander Schousboe (født 11. april 1857 i Ribe, død 13. maj 1898 i Köln) var en dansk musiker.
Som en af Edmund Neuperts dygtigste elever uddannede Schousboe sig til en betydelig klaverspiller. Han var 1874—76 elev af konservatoriet i København og optrådte ved forskellige koncerter. Han drog 1882 med Det anckerske Legat til udlandet, studerede i Leipzig og blev 1883 lærer ved Scharwenkas konservatorium i Berlin. Schousboe optrådte som koncertspiller, ansattes senere ved konservatoriet i Genève og til sidst ved samme institution i Köln. Udkommet af ham er en del klaverstykker og sange.

## Eksterne hevisninger
- Schousboe, August Frederik (Fritz) Alexander i Dansk Biografisk Leksikon (1. udgave, bind 15, 1901)